# (5212) Celiacruz
(5212) Celiacruz es un asteroide perteneciente al cinturón de asteroides, descubierto el 29 de septiembre de 1989 por Seiji Ueda y el astrónomo Hiroshi Kaneda desde el Kushiro Marsh Observatory, Hokkaido, Japón.

## Designación y nombre
Designado provisionalmente como 1989 SS. Fue nombrado Celiacruz en honor a la cantante de salsa cubano-americana Celia Cruz, cuya carrera abarcó 7 décadas, fue reconocida internacionalmente como la "Reina de la Salsa". Obtuvo 23 álbumes del oro, 7 premios Grammy, así como la medalla nacional de los EE. UU. de las artes. También protagonizó 13 películas y documentales

## Características orbitales
Celiacruz está situado a una distancia media del Sol de 3,028 ua, pudiendo alejarse hasta 3,261 ua y acercarse hasta 2,795 ua. Su excentricidad es 0,076 y la inclinación orbital 11,39 grados. Emplea 1925,07 días en completar una órbita alrededor del Sol.

## Características físicas
La magnitud absoluta de Celiacruz es 12,2. Tiene 13 km de diámetro y su albedo se estima en 0,245.